# Printemps noir (nouvelles)
Printemps noir (Black Spring) est un recueil de nouvelles de l'auteur américain Henry Miller, publié en 1936. 
Alors que Miller montrera plus tardivement toute la force de son enthousiasme et de sa confiance dans les vertus d'inventivité de l'Amérique et dans l'énergie sexuelle et créatrice de la jeunesse, notamment dans la trilogie de La Crucifixion en rose, Printemps noir est marqué par la dépression et le pessimisme.
Ce recueil, en partie autobiographique, fait suite à son premier roman, Tropique du Cancer.

## Titres des nouvelles
Dix nouvelles composent ce recueil :
1. Le 14e district (The Fourteenth Ward)
2. Un samedi après-midi (A Saturday Afternoon)
3. Troisième ou quatrième jour du printemps (Third or Fourth Day of Spring)
4. Je porte un ange en filigrane (The Angel is My Watermark!)
5. La boutique du tailleur (The Tailor Shop)
6. Volubile Jab Cronstadt (Jabberwhorl Cronstadt)
7. Plongée dans la vie nocturne (Into the Night Life)
8. Promenade en Chine (Walking Up and Down in China )
9. Burlesque (Burlesk)
10. Maniaque mégalopolitain (Megalopolitan Maniac)

## Historique de la publication
Black Spring a été publié par Obelisk Press à Paris en 1936 avec une jaquette de couverture conçue par Maurice Girodias (M. J. Kahane), mais il n'a été publié aux États-Unis qu'en 1963 en raison des lois de censure sur l'obscénité. Lorsque l'édition américaine sort chez Grove Press, plusieurs des histoires non considérées comme obscènes avaient déjà été publiées dans d'autres volumes de Miller tels que The Cosmological Eye (1939), par New Directions. Plusieurs autres histoires ont été publiées également dans le bulletin annuel cette maison, New directions in Prose and Poetry.
La première traduction française est de Paul Rivert, publiée en 1946 chez Gallimard.

## Miller surBlack Spring
Comme ses critiques, Miller avait une haute opinion du livre. Dans un enregistrement de 1949, Miller dit : 

« Pendant les dix années que j'ai passées à Paris, j'ai dû écrire sept ou huit livres. Celui-ci, Black Spring, est le meilleur de tout ce que j'ai écrit pendant cette période. Ce fut une merveilleuse période de ma vie. Les années 1932 et 33, vivant en dehors de Paris dans la ville de Clichy, où j'ai écrit le livre, je suppose que ce furent les meilleures années de toute ma vie. »

Dans The Books in My Life, après avoir cité l'épigraphe « Black Spring » tirée de Miguel de Unamuno, on peut lire : 

« Puis-je être comme je me crois ou comme les autres me croient ? C'est là que ces lignes deviennent confession en présence de mon moi inconnu et inconnaissable, inconnu et inconnaissable pour moi-même. C'est ici que je crée la légende dans laquelle je dois m'enterrer. »

 Miller poursuit en écrivant : 

« Ces lignes apparaissent dans la page de garde de « Black Spring », un livre qui je crois, s'est approché de moi-même plus que n'importe quel livre que j'ai écrit avant ou depuis. »

Le livre « Henry Miller sur l'écriture » comprend une liste manuscrite de « commandements » (intitulée « Calendrier de travail, 1932-1933 ») qui était accrochée au-dessus du bureau de Miller, le deuxième commandement étant « Ne commencez plus de nouveaux livres, n'ajoutez plus de nouveaux matériaux à « Black Spring ». ».

## Épigraphes
L'un des aspects notables du livre est que chaque histoire (à l'exception de L'ange est mon filigrane !), commence par une épigraphe tirée de l'histoire respective qui, à des degrés divers, résume un thème majeur de l'histoire. Par exemple :
- L'épigraphe de « The Tailor Shop » contient la phrase « always merry and bright (toujours joyeux et brillant) ».
- L'épigraphe de « Into the Night Life… », « A Coney Island of the Mind (Un Coney Island de l'esprit) ».

La première est devenue le titre de la biographie non autorisée de Miller, écrite par Jay Marin. La seconde est devenu le titre d'un volume de poésie de Lawrence Ferlinghetti.